# دهستان خوسف
دهستان خوسف دهستانی در بخش مرکزی شهرستان خوسف است.

## جمعیت
جمعیت این دهستان، بر اساس سرشماری سال ۱۳۸۵، بالغ بر ۹۴۱۹ نفر می‌باشد.